# سیارک ۴۹۵۵
سیارک ۴۹۵۵ (به انگلیسی: 4955 Gold، نامگذاری:1990SF2) چهار هزار و نهصد و پنجاه و پنجمین سیارک کشف شده‌است که در ۱۷ سپتامبر ۱۹۹۰ کشف شد.
قدر مطلق سیارک برابر ۱۱٫۳۰ است.